# Seznam nejvyšších staveb v Olomouci
Seznam nejvyšších staveb v Olomouci není úplný, neobsahuje stožáry a komíny a nacházejí se v něm jen budovy a věže vyšší 45 m. U některých staveb není dohledatelná výška (i když se jejich výška nad 45 m předpokládá), jsou tedy do seznamu zařazené na konec, bez pořadí. Je možné, že ani výšky 45 m nedosahují.

## Nejvyšší stavby
| Pořadí | Umístění           | Název                                   | Výška v metrech |
| ------ | ------------------ | --------------------------------------- | --------------- |
| 1.     | Václavské náměstí  | katedrála svatého Václava (hlavní věž)  | 100,65          |
| –      | Šantovka           | Šantovka Tower (v návrhu)               | 75              |
| 2.     | Horní náměstí      | olomoucká radnice                       | 75              |
| 3.     | Envelopa           | BEA Centrum Olomouc                     | 74              |
| 4.     | Klášterní Hradisko | klášter Hradisko                        | 72              |
| 5.     | Hlavní nádraží     | Budova RCO2                             | 71              |
| 6.     | Václavské náměstí  | katedrála svatého Václava (přední věže) | 68              |
| 7.     | Hejčín             | kostel svatého Cyrila a Metoděje        | 65              |
| 8.     | Tabulový vrch      | věžový bytový dům s vodojemem           | 62 či 59,10     |
| 9.     | třída Svobody      | Červený kostel                          | 55              |
| 10.    | 8. května          | kostel svatého Mořice                   | 46              |
| ?.     | Krapkova 34        | Hotel Flora                             | cca 40 m        |

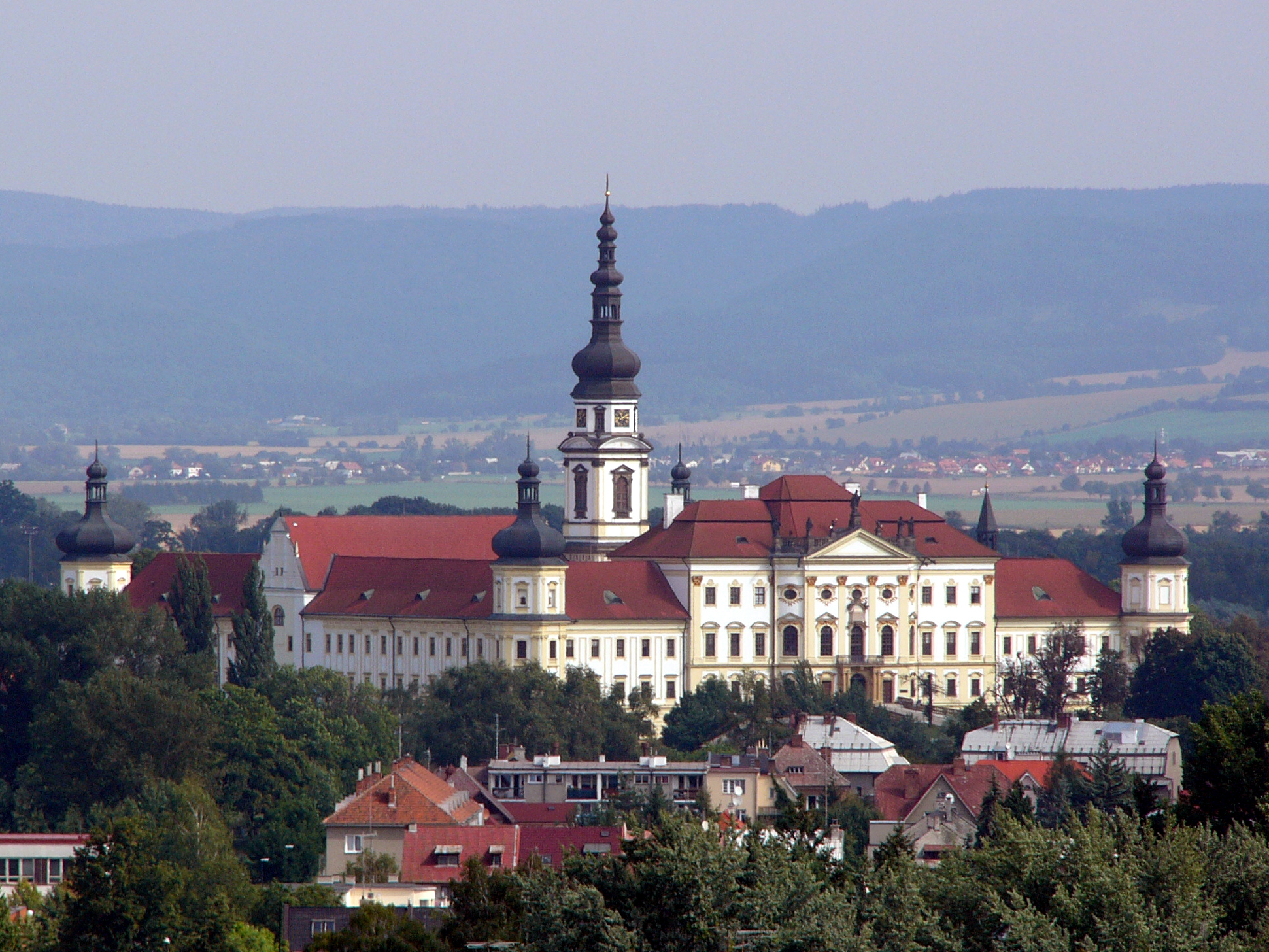
Klášter Hradisko – celkový pohled od jihozápadu
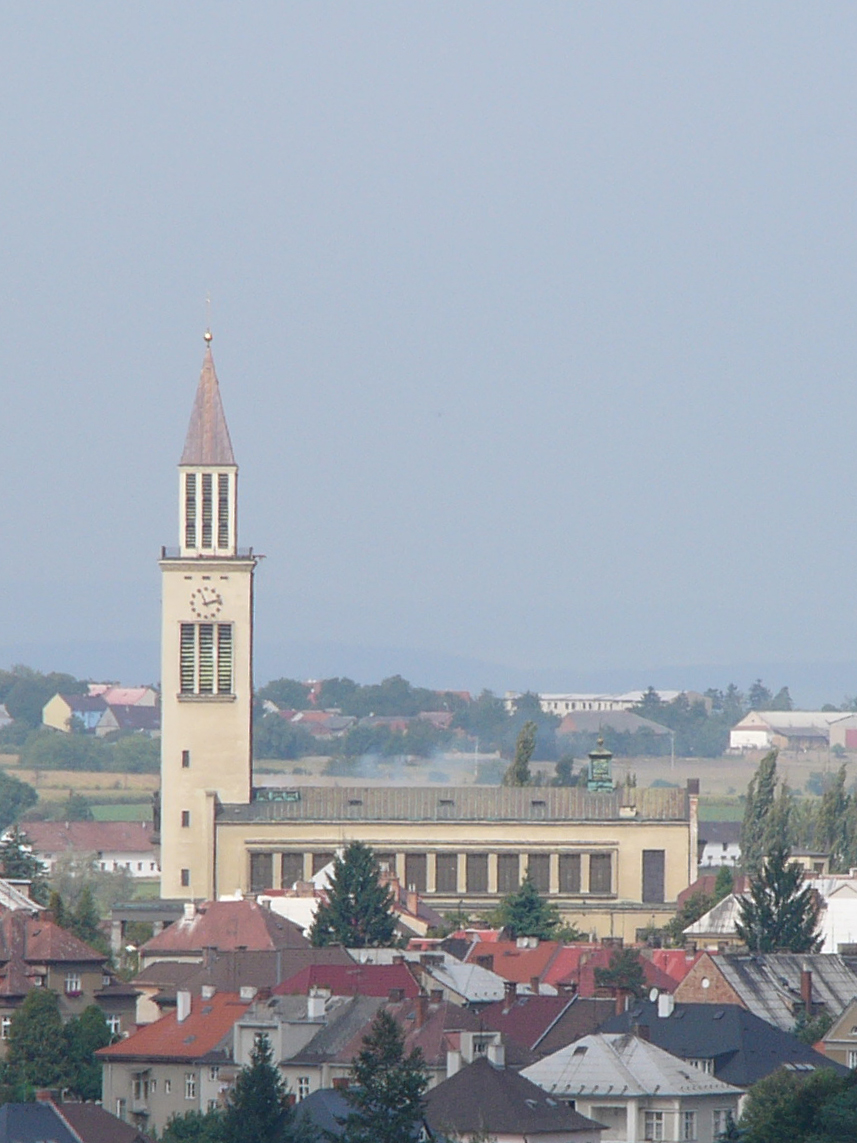
Kostel svatého Cyrila a Metoděje – celkový pohled od jihovýchodu
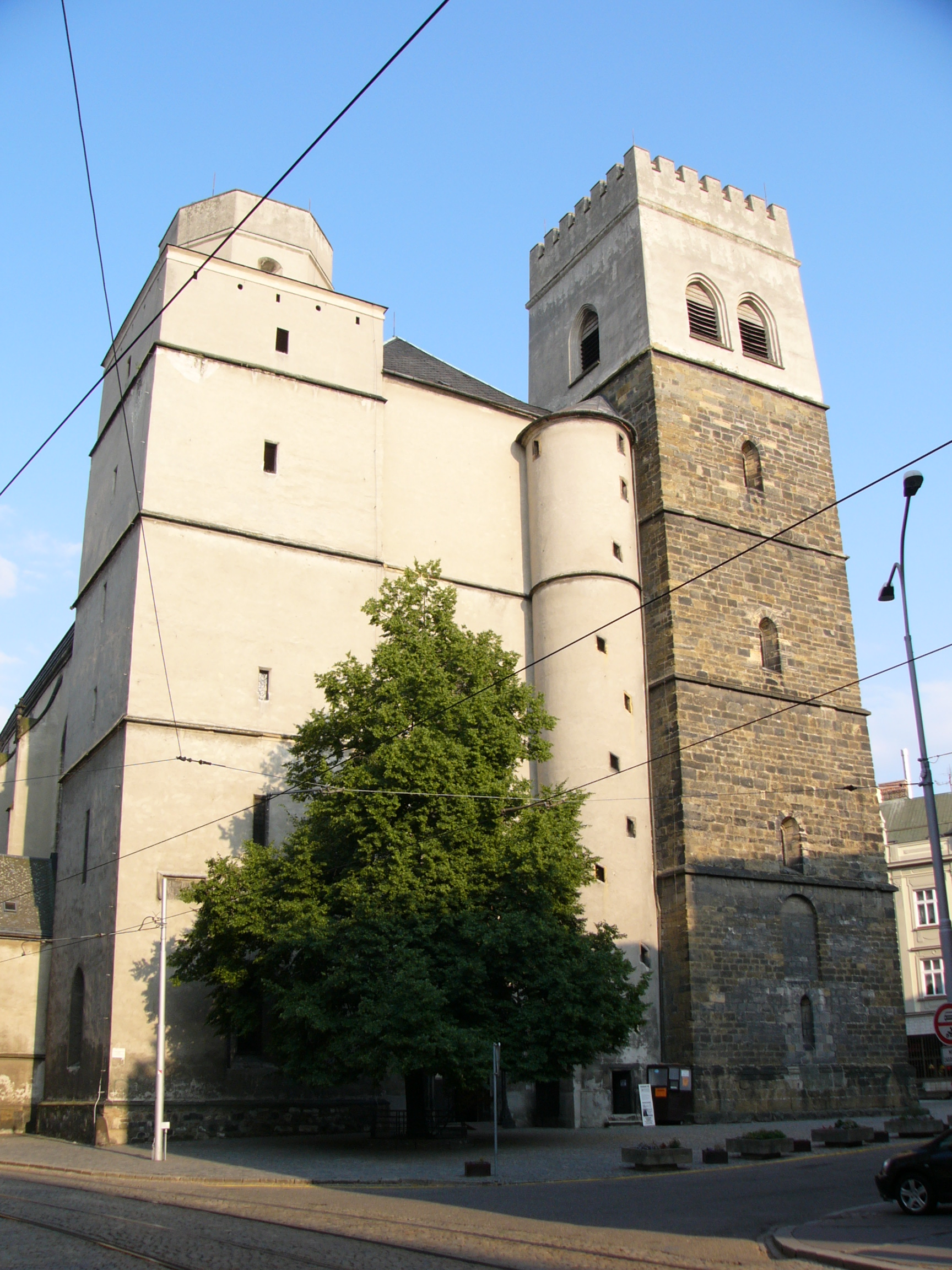
Kostel svatého Mořice – pohled z východu: vpravo jižní věž, vlevo severní věž
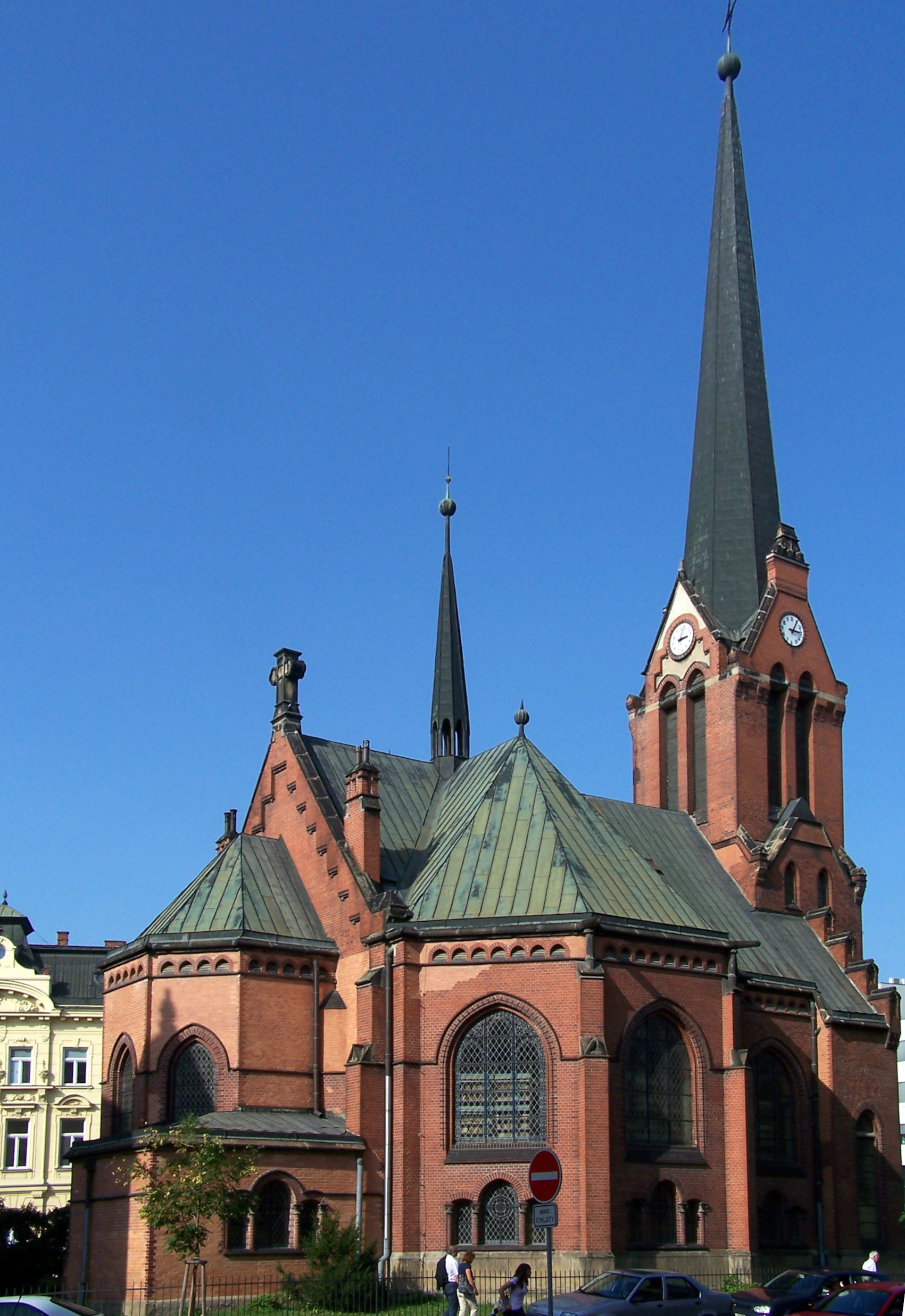
Červený kostel – celkový pohled
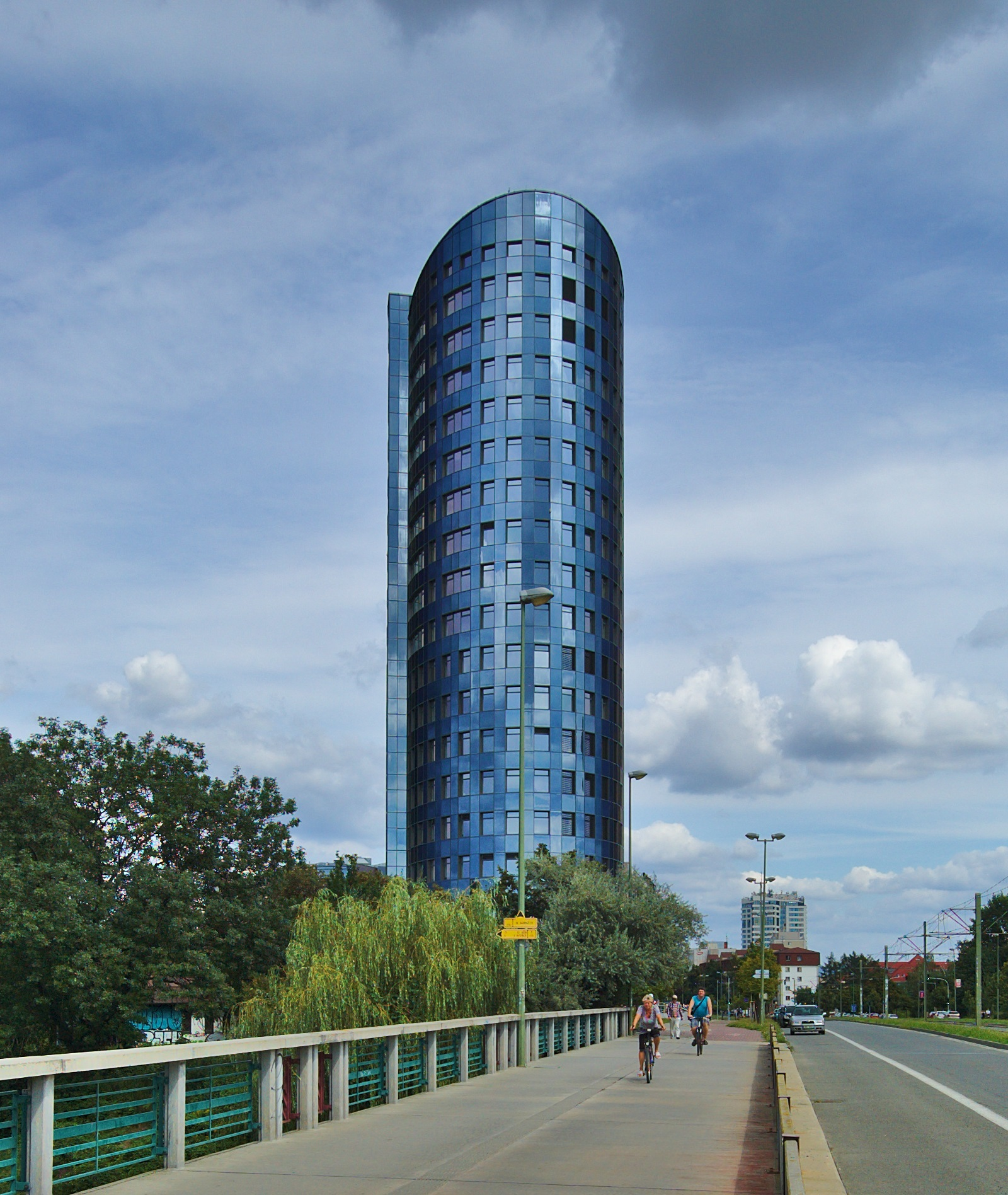
Výšková budova BEA Centrum od Envelopy